# Tyyni Tuulio
Tyyni Maria Tuulio, född Haapanen 28 augusti 1892 i Karvia, död 9 juni 1991 i Helsingfors, var en finländsk författare och översättare.
Tuulio blev filosofie magister 1927. Hon publicerade reseböcker, noveller med mera och en lång rad biografier över framstående finländskor, bland andra Sophie Mannerheim (1948), Ottilia Stenbäck (1950), Alexandra Gripenberg (1959) och Maila Talvio (2 band, 1963–1965), samt tre volymer memoarer (1966–1969). 1979 utgav hon essäsamlingen Fredrikan Suomi, som behandlar Fredrika Runeberg och ett antal andra kvinnor som hörde till den runebergska kretsen. Hon översatte även alla Fredrika Runebergs litterära arbeten till finska; de utkom i fyra volymer 1981–1984. Hon räknas till 1900-talets mest bemärkta finländska översättare.
Hon utnämndes till hedersdoktor vid Helsingfors universitet 1960.
Hon var syster till Toivo Haapanen och gift med Oiva Tuulio.

## Utmärkelser
- Riddare av Isabella den katolskas orden[4]
- Kommendörstecknet av Finlands Lejons orden[5]
- Kommendör av Solidaritetens stjärnorden[6]

[Redigera Wikidata]